# Tympanota leucocyma
Tympanota leucocyma là một loài bướm đêm trong họ Geometridae.